# Çeltikçi (district)
Çeltikçi is een Turks district in de provincie Burdur en telt 6.354 inwoners (2007). Het district heeft een oppervlakte van 183,7 km². Hoofdplaats is Çeltikçi.
De bevolkingsontwikkeling van het district is weergegeven in onderstaande tabel.
| 1997  | 2000  | 2007  |
| ----- | ----- | ----- |
| 7.312 | 6.758 | 6.354 |